# Бельвіт
Бельвіт (фр. Belvitte) — річка на північному сході Франції, де протікає, в основному, в департаменті Вогези і близько 1 км в департаменті Мерт і Мозель. Бельвіт впадає в річку Мортань поблизу села Маньєр.
Річка завдовжки близько 19 км. Площа басейну 65 км². Середня витрата води — 0,6 м/с. Має ряд приток. Живлення річки в основному дощове.
Бельвіт — річка з зимовим паводком, з грудня по березень включно максимум в січні-лютому. Найнижчий рівень води в річці влітку, в період з липня по вересень включно.